# St. Luzia (Rech)

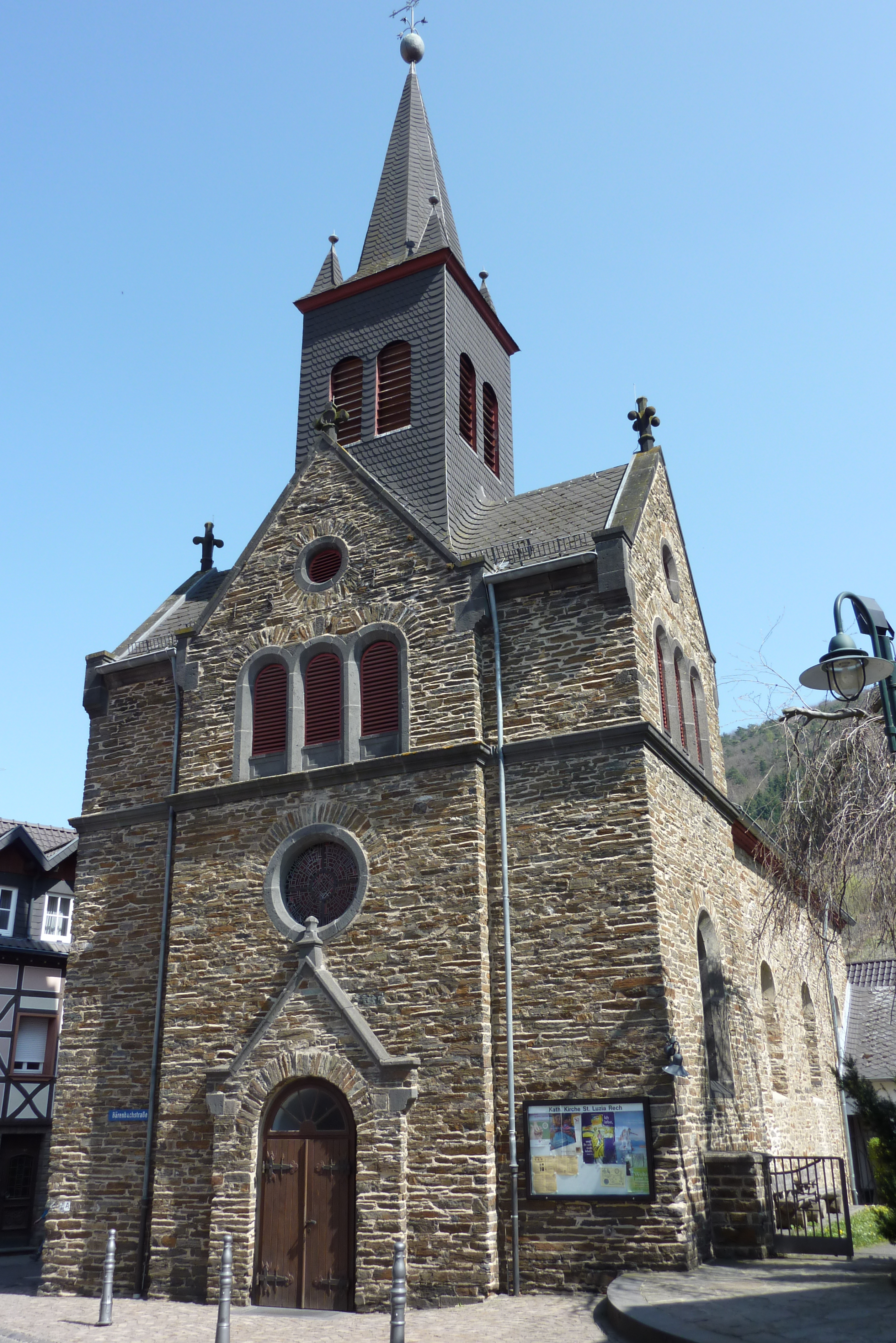
Westseite der Kirche St. Luzia in Rech

Die katholische Pfarrkirche St. Luzia in Rech, einer Ortsgemeinde im Landkreis Ahrweiler im Norden von Rheinland-Pfalz, wurde 1720 erbaut und befindet sich in der Noll- bzw. Bärenbachstraße.

## Geschichte
An der Stelle heutigen Kirche, die der heiligen Lucia von Syrakus geweiht ist, stand bereits eine im Jahr 1499 erwähnte Kapelle, deren Schutzpatroninnen die beiden Heiligen Odilia und Luzia waren. Der Grundstein zur heutigen Kirche wurde am 8. Mai 1720 gelegt.
Im Jahr 1798 wurde Rech zur eigenständigen Pfarrei erhoben. Zunächst gehörte diese zum Bistum Aachen, seit 1824 gehört sie zur  Diözese Trier. Die Pfarrei Rech bildet heute mit mehreren Nachbarpfarreien die Pfarreiengemeinschaft Altenahr innerhalb des Dekanats Ahr-Eifel. Der Friedhof neben der Kirche wurde 1850 aufgelassen und außerhalb des Ortes neu angelegt.
Vor ihrer Erweiterung hatte die Kirche eine Länge von 17 Metern und eine Breite von 7,50 Metern. Im Jahr 1872 wurde das Schiff nach Westen verlängert, der Westgiebel wurde mit einem Dachreiter bekrönt. Im Jahr 1887 wurde an den Chor die Sakristei angebaut. Der Glockenturm wurde 1928 durch einen Neubau ersetzt.

## Architektur

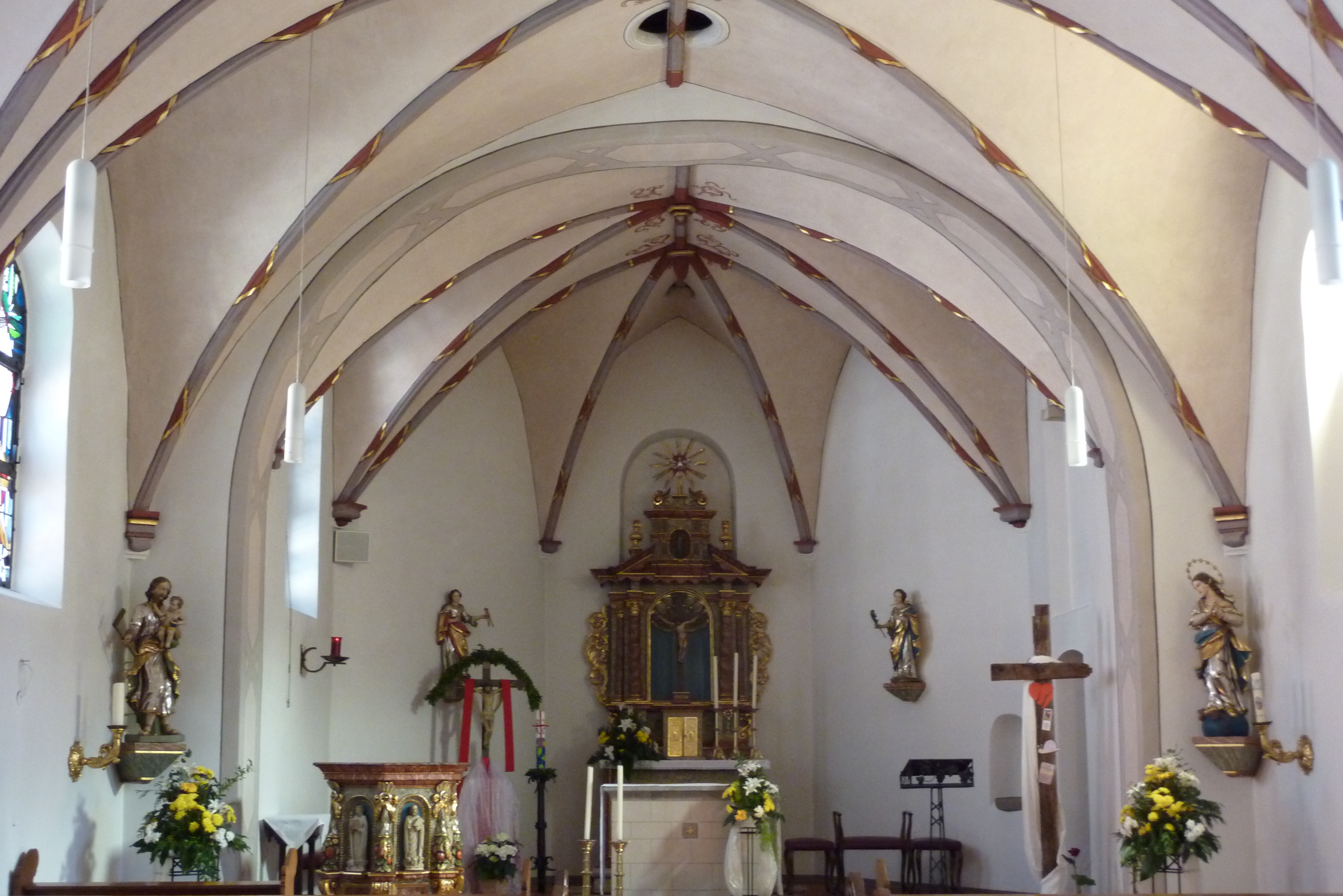
Innenansicht

Die aus einheimischem Bruchstein errichtete Kirche ist ein Saalbau mit dreiseitigem Chorschluss. Der Innenraum wird in Nachahmung eines gotischen Rippengewölbes von einem Pliestergewölbe mit hölzernen Rippen gedeckt und von großen Rundbogenfenstern beleuchtet. Die Bleiglasfenster wurden zwischen 1967 und 1970 geschaffen und stellen Heilige dar wie den heiligen Urban, der als Schutzpatron des Weines und der Winzer verehrt wird, oder Jesus als Guten Hirten.

## Ausstattung
- Der holzgeschnitzte Kanzelkorb, der zwischen Chor und Kirchenschiff steht, stammt von 1720. Die ursprünglichen Figuren sind nicht mehr erhalten. Die Skulpturen der vier Evangelisten mit ihren Attributen zu ihren Füßen sind spätere Hinzufügungen.
- Der Hochaltar, ein ehemaliger Seitenaltar, stammt aus dem 18. Jahrhundert.
- Links im Chorraum, neben dem Hochaltar, steht auf einer Konsole die Figur der heiligen Agatha, rechts steht die Skulptur der Kirchenpatronin, der heiligen Luzia, die durch einen Schwertstoß in den Hals den Märtyrertod erlitt. Die Schnitzfiguren sind Arbeiten aus dem 18. Jahrhundert und gehörten ursprünglich zu den beiden Seitenaltären.
- Aus dem 18. Jahrhundert stammt auch die Holzfigur des heiligen Josef am Chorbogen.

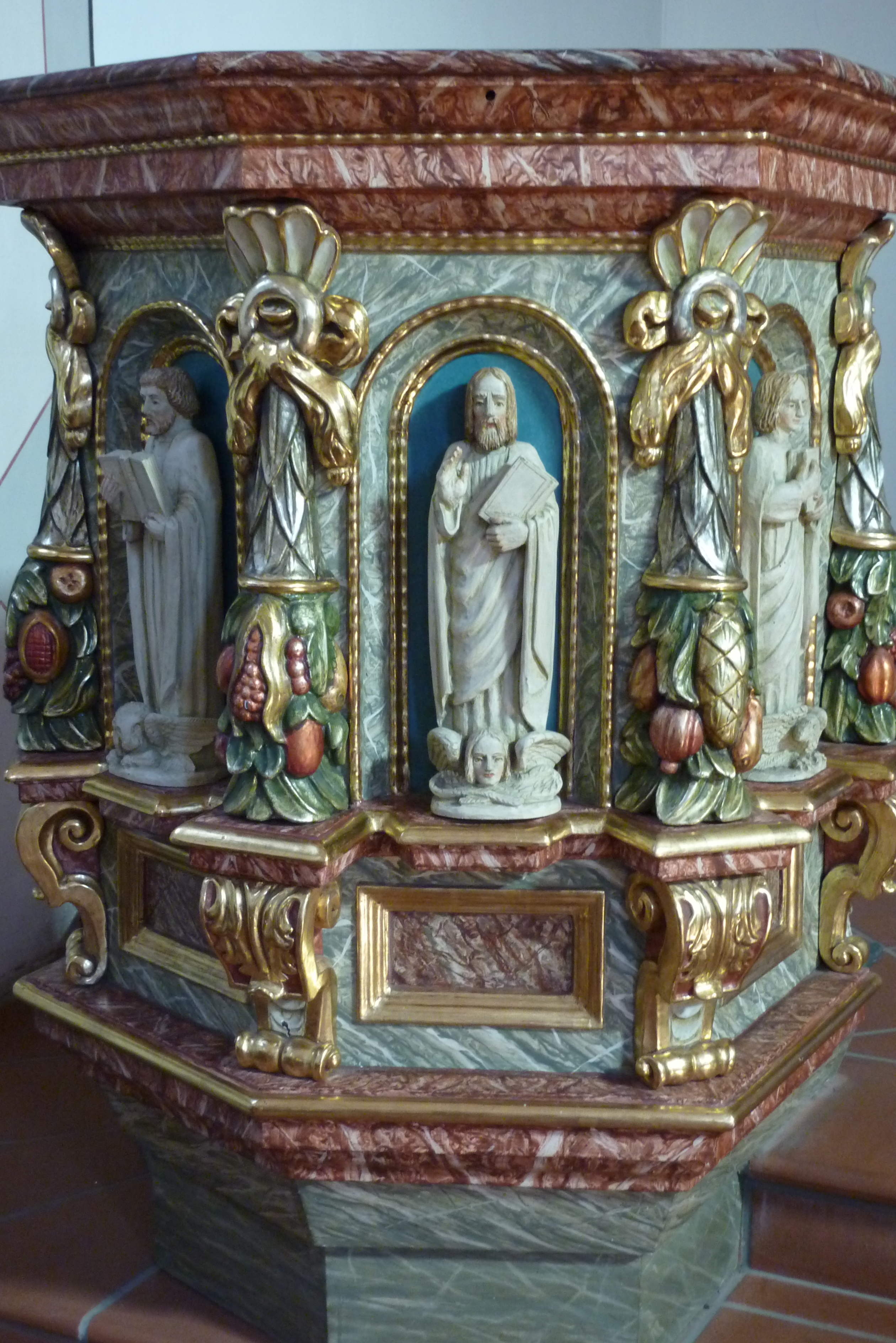
Kanzel mit den Evangelisten Markus, Matthäus und Johannes
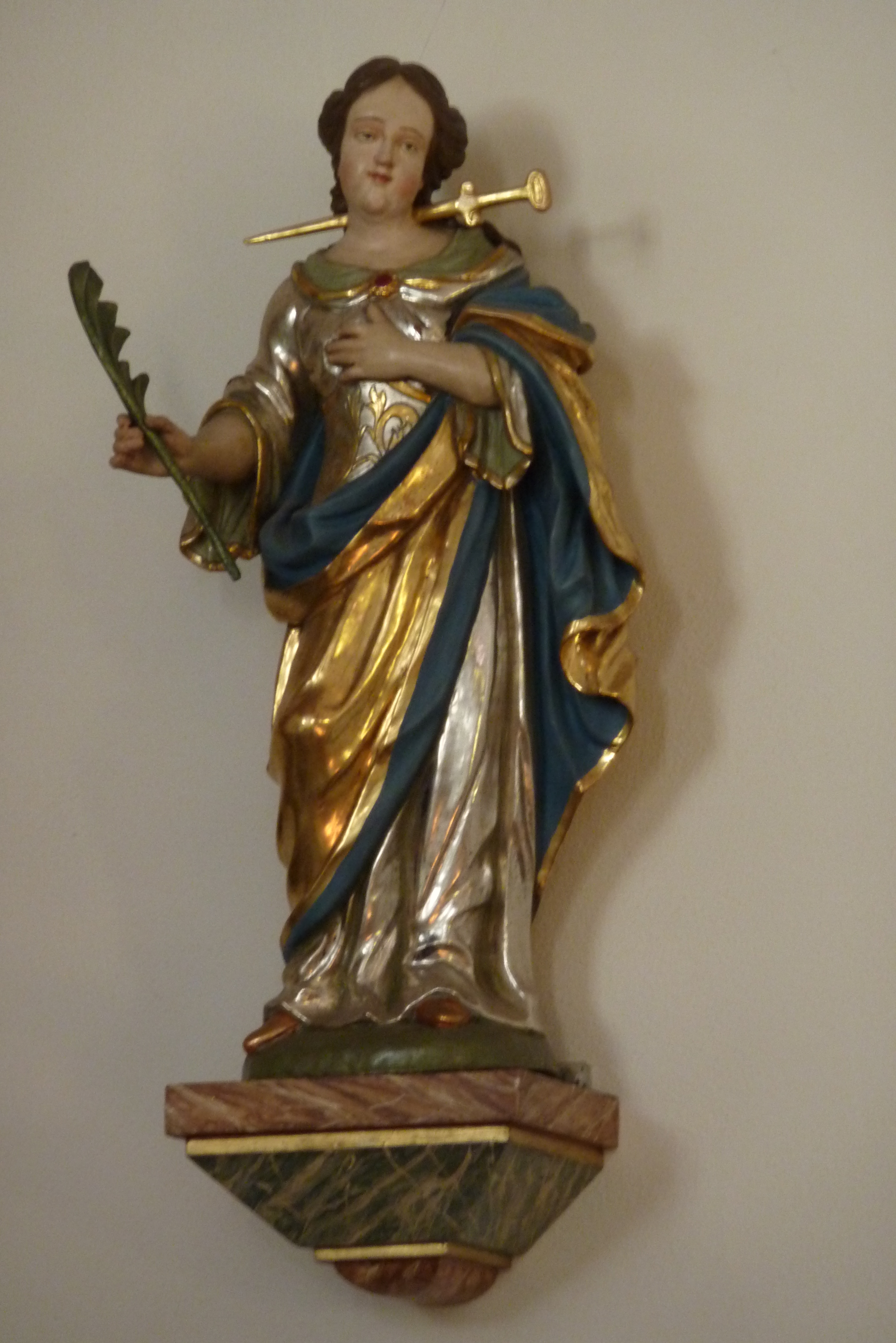
Heilige Luzia